# نگهداری جانوران

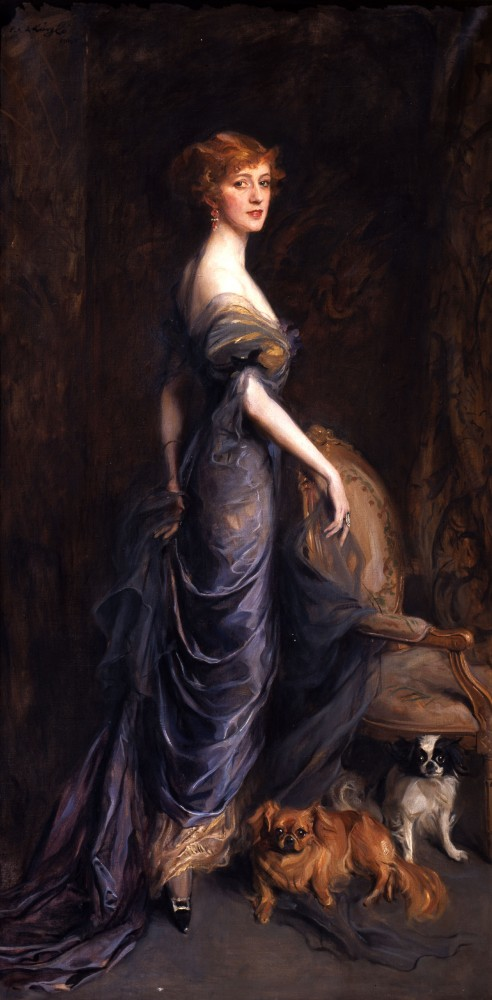
خانم جورج اوون سندیس و حیوانات خانگی‌اش، نقاشی‌شده توسط فیلیپ د لازلو، ۱۹۱۵

نگهداری جانوران یک سرگرمی است که شامل قدردانی، ترویج یا پرورش حیوانات خانگی یا اهلی است.
نگهداری ممکن است شامل مالکیت، نمایش، ورزش جانوران و دیگر مسابقات و پرورش باشد. علاقه‌مندان به سادگی می‌توانند نمونه‌های جانوری را در محوطه‌های مناسب (ویواریوم)، مانند آکواریوم، تراریوم، یا باغ پرندگان جمع‌آوری شوند. برخی از علاقه‌مندان مزرعه‌های سرگرمی یا باغ وحشهای خصوصی (باغ وحشهای خصوصی) نگهداری می‌کنند. بسیاری از باشگاه‌ها و انجمن‌های تجملات جانوران در جهان وجود دارند که به همه چیز از کبوتر تا گرگ‌هوند ایرلندی پاسخ می‌دهند. مجموعاً می‌توان به نگهداری برای آن نوع جانوران اشاره کرد، مثلاً گربه‌های نگهداری.
نگهداری جانوران شامل نگهداری از جانورانی است که حیوانات خانگی بیگانه به‌شمار می‌روند. یک مثال به سرعت در حال رشد پرورش خزندگان (Herpetoculture)، یعنی نگهداری از خزندگان و دوزیستان است.